# Heiden (Appenzell Rhodes-Extérieures)
Pour les articles homonymes, voir Heiden.
Heiden est une commune suisse du canton d'Appenzell Rhodes-Extérieures.

## Géographie

### Situation
Le bourg est situé dans la pente nord des Préalpes appenzelloises. Son altitude est comprise entre 400 mètres (au bord du lac de Constance) et 790 mètres.
La commune d'Heiden s'étend sur 7,47 km2.

### Transports
Le chemin de fer à crémaillère Rorschach-Heiden, qui appartient au réseau des chemins-de-fer appenzellois. Plusieurs lignes de bus permettent en outre de rejoindre Saint-Gall, Engelburg, Rheineck, Sankt Margrethen, Heerbrugg, Altstätten, Trogen et Wald.

## Histoire

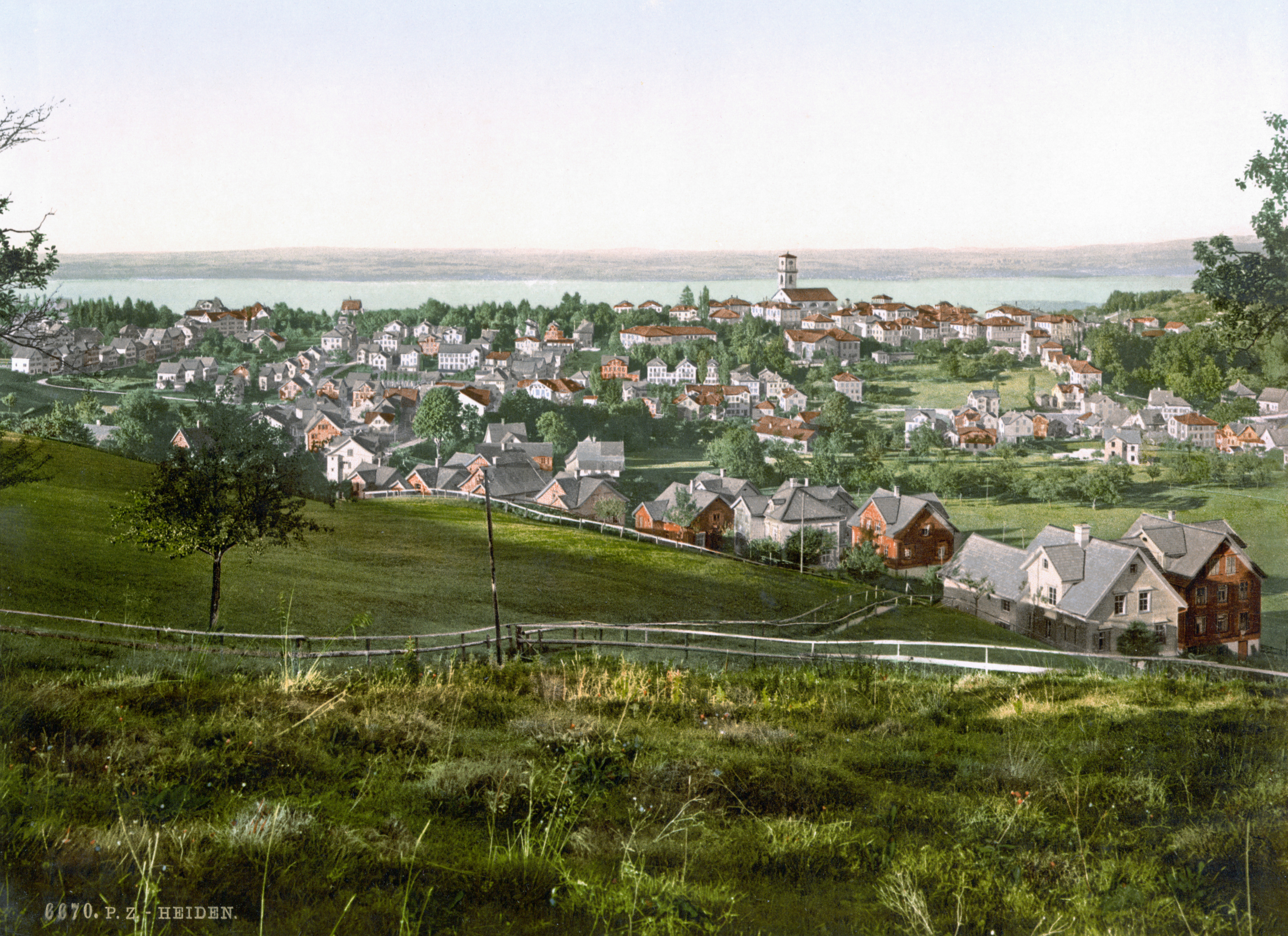
Heiden vers 1900.

Vue aérienne de 300 m par Walter Mittelholzer (1922)

La région forme jadis la commune de Kurzenberg. En 1652, Heiden et Wolfhalden se détachent à cause du trop long chemin à emprunter pour se rendre à l’église située à Thal.
En 1839, le village est presque entièrement détruit par le feu ; il est ensuite reconstruit sur un plan rectangulaire, à l’image de Glaris et de La Chaux-de-Fonds.
En 1848, Heiden commence à se développer comme lieu de cure offrant des bains de petit-lait. En 1860, sa réputation atteint l’Europe entière[réf. nécessaire]. En 1850, on construit un chemin de fer à crémaillère reliant Rorschach et Heiden, qui va bientôt relier la commune au réseau ferroviaire suisse.
L’hôpital de district, qui est devenu l’hôpital cantonal, a été construit en 1874.

## Démographie
Heiden compte 4 225 habitants au 31 décembre 2022 pour une densité de population de 566 hab/km2. Sur la période 2010-2019, sa population a augmenté de 5,3 % (canton : 4,6 % ; Suisse : 9,4 %).  

## Économie
La localité comprend quelques entreprises industrielles, comme le fabricant de tissus synthétiques de précision Sefar ou le fabricant de circuits imprimés Varioprint. Les curistes contribuent à la prosperité du lieu, Heiden étant la station climatique la plus fréquentée du canton.

## Culture et patrimoine

### Musées et patrimoine bâti
- Musée Dunant, dans la maison où Henri Dunant passa les dix-huit dernières années de sa vie.
- Musée des sciences naturelles.
- Église réformée.
- Eglise Catholique Saint Georges
- Hôtel de Ville.
- Kursaal, 1872-1873, en bois, dans le style mauresque, par l'architecte Horace Édouard Davinet.

### Personnalités
- Petronella D'Acierno, guérisseuse, y est décédée.
- Henri Dunant, fondateur de la Croix-Rouge y est décédé.
- Jakob Kellenberger, diplomate, y est né.
- Sonja Nef, skieuse, est née.